# Longeville-sur-Mogne

Longeville-sur-Mogne este o comună în departamentul Aube din nord-estul Franței. În 1 ianuarie 2022 avea o populație de 138 de locuitori.